# Почётный гражданин города Владимира
Почётный гражданин города Владимир — почётное звание, присуждаемое за особые заслуги гражданина перед городом Владимиром.
Присваивается гражданам Российской Федерации, других государств, и не связано с рождением удостоенной звания персоны в городе Владимире или проживанием в нём. Присваивается ежегодно в канун празднования Дня города, отмечаемого в первое воскресенье сентября. Удостоенным звания вручаются знак Почётного гражданина города Владимира и диплом, а также специальное удостоверение, их имена заносятся в Книгу почётных граждан города Владимира.
Критерием выдвижением на это почётное звание должно быть, прежде всего, примером и своими делами побуждение других людей к участию в городской общественной жизни. Статус звания, дополнения в положение о награде, а также роль меценатства, опыт других регионов, других городов, количество присуждений в год, организация единого пространства для создания галереи почётных граждан города продолжают обсуждаться
Получившие звание пользуются льготами.
Совет народных депутатов по представлению администрации города Владимира может лишить звания удостоенную его персону.

## История
Существовало в 1868—1917 годах, восстановлено в 1967 году.
Первым почётным гражданином города Владимира стал владимирский губернатор Владимир Николаевич Струков (Александр II утвердил прошение 27 декабря 1868 года).

## Почётные граждане г. Владимира

### 1868—1917
1. Струков Владимир Николаевич, звание присвоено 27 декабря 1868 г.
2. Поль Александр Петрович, звание присвоено 3 декабря 1871 г.
3. Чевкин Константин Владимирович, звание присвоено 9 марта 1873 г.
4. Лосев Лука Васильевич, звание присвоено	9 августа 1873 г.
5. Лосев Матвей Васильевич, звание присвоено	9 августа 1873 г.
6. Семёнов Василий Алексеевич, звание присвоено	25 августа 1891 г.
7. Васильев Ефим Васильевич, звание присвоено	9 декабря 1893 г.
8. Леонтьев Михаил Михайлович, звание присвоено	25 января 1901 г.
9. Нечаев-Мальцов Юрий Степанович, звание присвоено	25 января 1901 г.
10. Лосев Александр Лукич, звание присвоено	3 апреля 1906 г.
11. Сомов Николай Николаевич, звание присвоено	1 января 1909 г.
12. Никитин Андрей Андреевич, звание присвоено	1 января 1909 г.
13. Сазонов Иван Николаевич, звание присвоено	23 августа 1914 г.

### 1967—1991
1. Мухин Михаил Иванович 27 октября 1967 г.
2. Кутицын, Александр Архипович 27 октября 1967 г.
3. Пирамидина, Анна Павловна	27 октября 1967 г.
4. Белов, Сергей Петрович	1 ноября 1968 г.
5. Бродецкий, Александр Фёдорович	1 ноября 1968 г.
6. Кубасов, Валерий Николаевич	14 ноября 1969 г.
7. Безыменский, Александр Ильич	14 октября 1970 г.
8. Соколов-Соколенок, Николай Александрович	14 октября 1970 г.
9. Стёпин, Владимир Яковлевич	6 ноября 1974 г.
10. Воронин, Николай Николаевич	6 ноября 1974 г.
11. Фирсов, Анатолий Фёдорович	3 ноября 1977 г.
12. Мануйлова, Мария Фёдоровна	3 ноября 1977 г.
13. Никешин, Василий Петрович	3 ноября 1977 г.
14. Леонов, Алексей Архипович	29 мая 1979 г.
15. Коноплёва, Зинаида Константиновна	1 сентября 1981 г.
16. Привезенцев, Георгий Николаевич	1 сентября 1981 г.
17. Немонтов, Александр Андреевич	1 сентября 1981 г.
18. Андрианов, Николай Ефимович	22 сентября 1981 г.
19. Москвитин, Яков Потапович	30 апреля 1985 г.
20. Якунин, Леонид Васильевич	20 августа 1985 г.
21. Мухина, Клавдия Васильевна	26 августа 1988 г.

### с 1992 года
1. Сушков Тихон Степанович	11 марта 1996 г.
2. Маркин Эдуард Митрофанович	11 марта 1996 г.
3. Аксенова Алиса Ивановна	11 марта 1996 г.
4. Корольков Николай Васильевич	11 марта 1996 г.
5. Трухнов Борис Маркович	11 марта 1996 г.
6. Столетов Игорь Александрович	31 октября 1996 г.
7. Магазин Роберт Карлович	7 августа 1997 г.
8. Гурвич Перси Борисович	18 марта 1999 г.
9. Кузнецов Павел Викторович	30 мая 2002 г.
10. Прокуроров Алексей Алексеевич	30 мая 2002 г.
11. Бритов Ким Николаевич	12 июня 2003 г.
12. Гусев Иван Михайлович	21 апреля 2005 г.
13. Маштаков Павел Семенович	21 апреля 2005 г.
14. Смирнов Юрий Васильевич (Митрополит Владимирский и Суздальский Евлогий) 22 декабря 2006 г.
15. Шамов Игорь Васильевич 22 августа 2012 г.
16. Щелконогов, Николай Матвеевич 24 декабря 2020 г.